# Swedeways

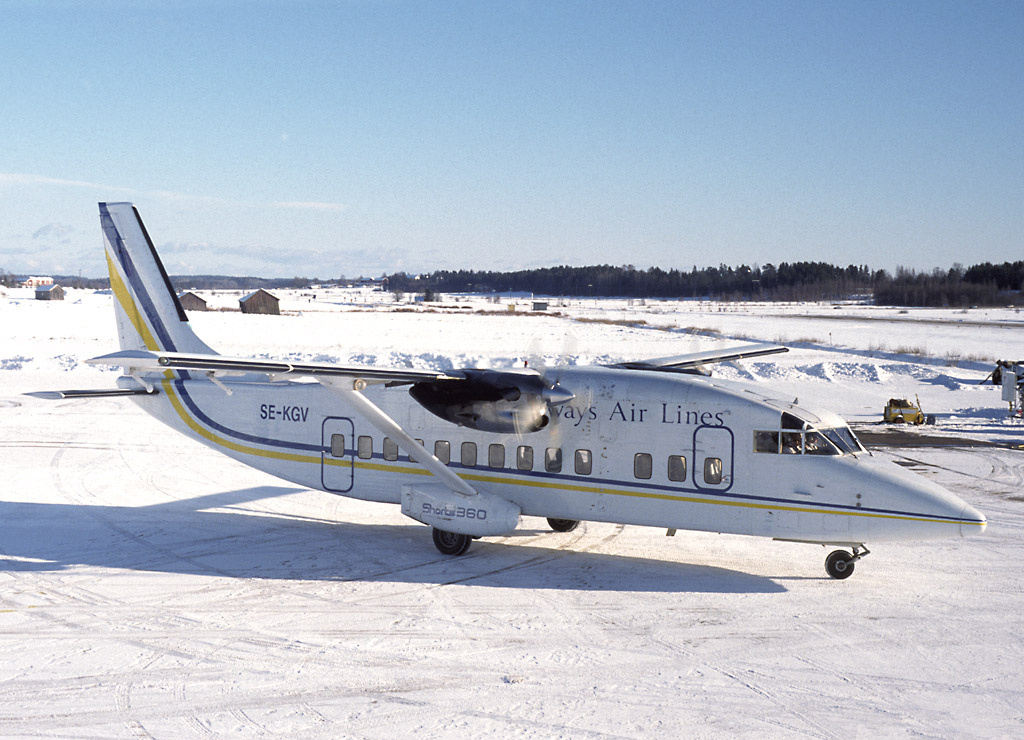
Short 360.

Swedeways var åren 2000-2001 ett svenskt regionalflygbolag med huvudkontor på Hudiksvalls flygplats och med bas på Sundsvall-Timrå Airport mellan Sundsvall och Härnösand.